# فريدريك شوارتز
فريدريك شوارتز (مواليد 1880) هو مبارز بالسيف ألماني، مثّل بلاده في الألعاب الأولمبية الصيفية 1912.

## روابط خارجية
فريدريك شوارتز على موقع أوليمبيديا (الإنجليزية)